# Unununium (system operacyjny)
Unununium to powstały w roku 2004 eksperymentalny system operacyjny. 
Oryginalność Unununium polega na oparciu o Pythona (początkowo był to asembler). Jego twórcy chcą zbudować system maksymalnie zintegrowany i elastyczny, w którym aplikacje mogą wykorzystywać inne aplikacje na podobieństwo bibliotek.
Wersja 0.1 pozwala tylko wystartować system i uruchomić kilka demonstracyjnych aplikacji z poziomu interpretera Pythona. Kolejnym krokiem będzie Implementacja zapamiętywania bieżącego stanu aplikacji i odtwarzania go po ponownym starcie, a interfejs użytkownika pojawi się dopiero w wersji 0.5. 
Autorzy Unununium powołują się na ideę FSF, ale rozumieją ją na swój sposób, mianowicie nie dają na swój system żadnej licencji.
Od roku 2011 autorzy podjęli decyzję o dystrybucji kodu źródłowego w oparciu o licencję MIT.